# سرنگزونه
سرنگزونه (به انگلیسی: Sarangzuna) یک منطقهٔ مسکونی در پاکستان است که در خیبر پختونخوا واقع شده‌است.